# Dragi Deo
Dragi Deo (en serbe cyrillique : Драги Део) est un village de Serbie situé dans la municipalité de Prokuplje, district de Toplica. Au recensement de 2011, il comptait 41 habitants.

## Démographie
| 1948 | 1953 | 1961 | 1971 | 1981 | 1991 | 2002 | 2011 |
| ---- | ---- | ---- | ---- | ---- | ---- | ---- | ---- |
| 413  | 404  | 322  | 229  | 175  | 101  | 62   | 41   |

|  |